# Bücker Flugzeugbau
Pour les articles homonymes, voir Bücker.

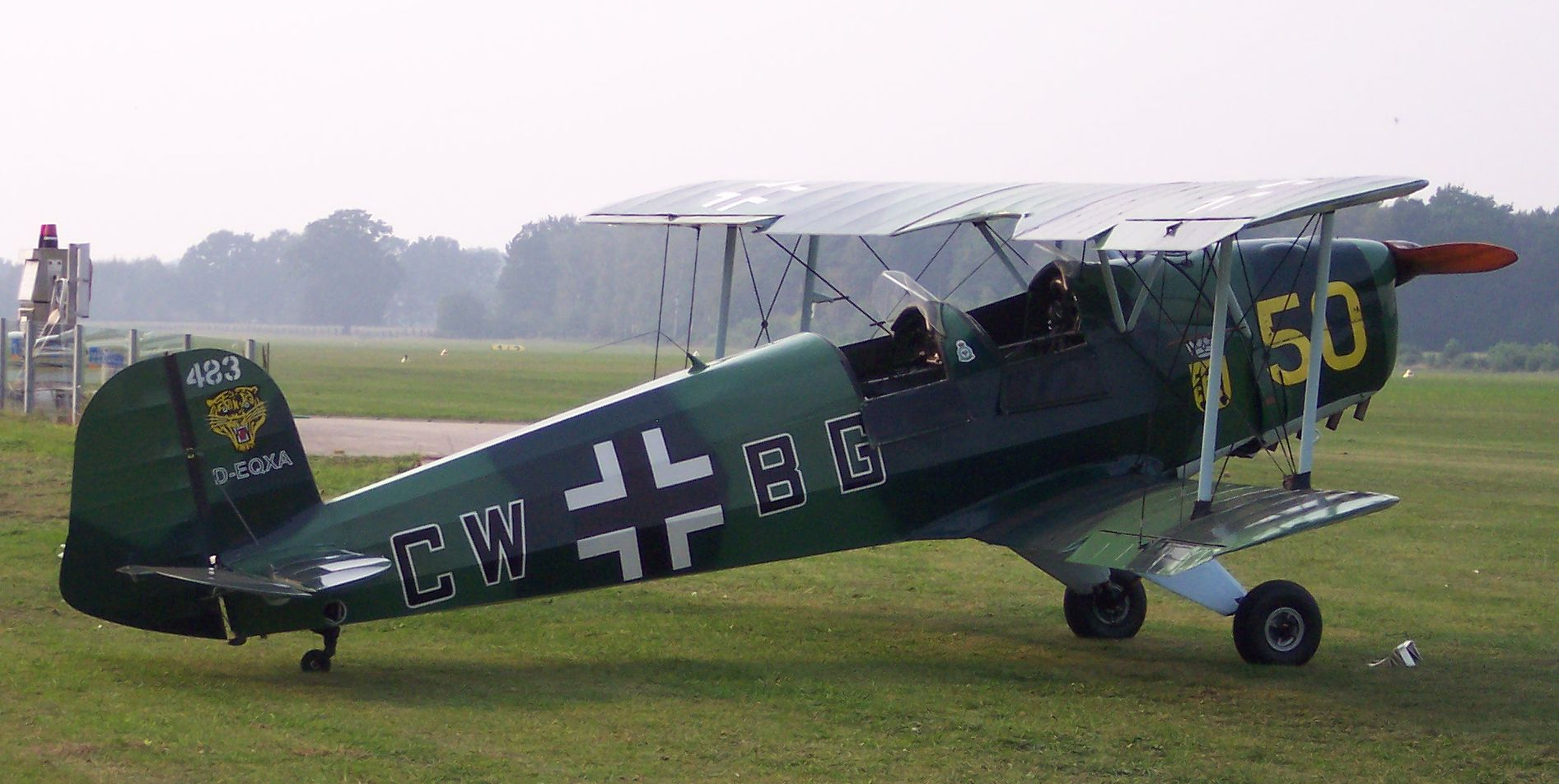
Bücker Bü 131 Jungmann

Bücker Flugzeugbau était une usine de construction aéronautique allemande spécialisée dans la réalisation d'avions de compétition et d’écolage. Elle avait été fondée en 1933 à Berlin-Johannisthal par Carl Clemens Bücker, un ancien pilote de l’aviation de marine de la Première Guerre mondiale avant d’être déménagée en 1935 vers un site plus grand à Rangsdorf près de Berlin. Bücker avait fait venir avec lui de Suède, d’où il avait travaillé étroitement avec l’usine de Ernst Heinkel située à Rostock, son ingénieur en chef Anders Anderson. De cette coopération résultèrent plusieurs avions qui rendirent le nom Bücker célèbre dans le monde entier et furent construits sous licence dans plusieurs pays. La Luftwaffe en pleine expansion compta aussi par la suite parmi ses donneurs d'ordres. Après la capitulation, comme toute l’industrie aéronautique et de défense allemande, les usines Bücker furent confisquées et utilisées par les troupes d’occupation soviétiques.

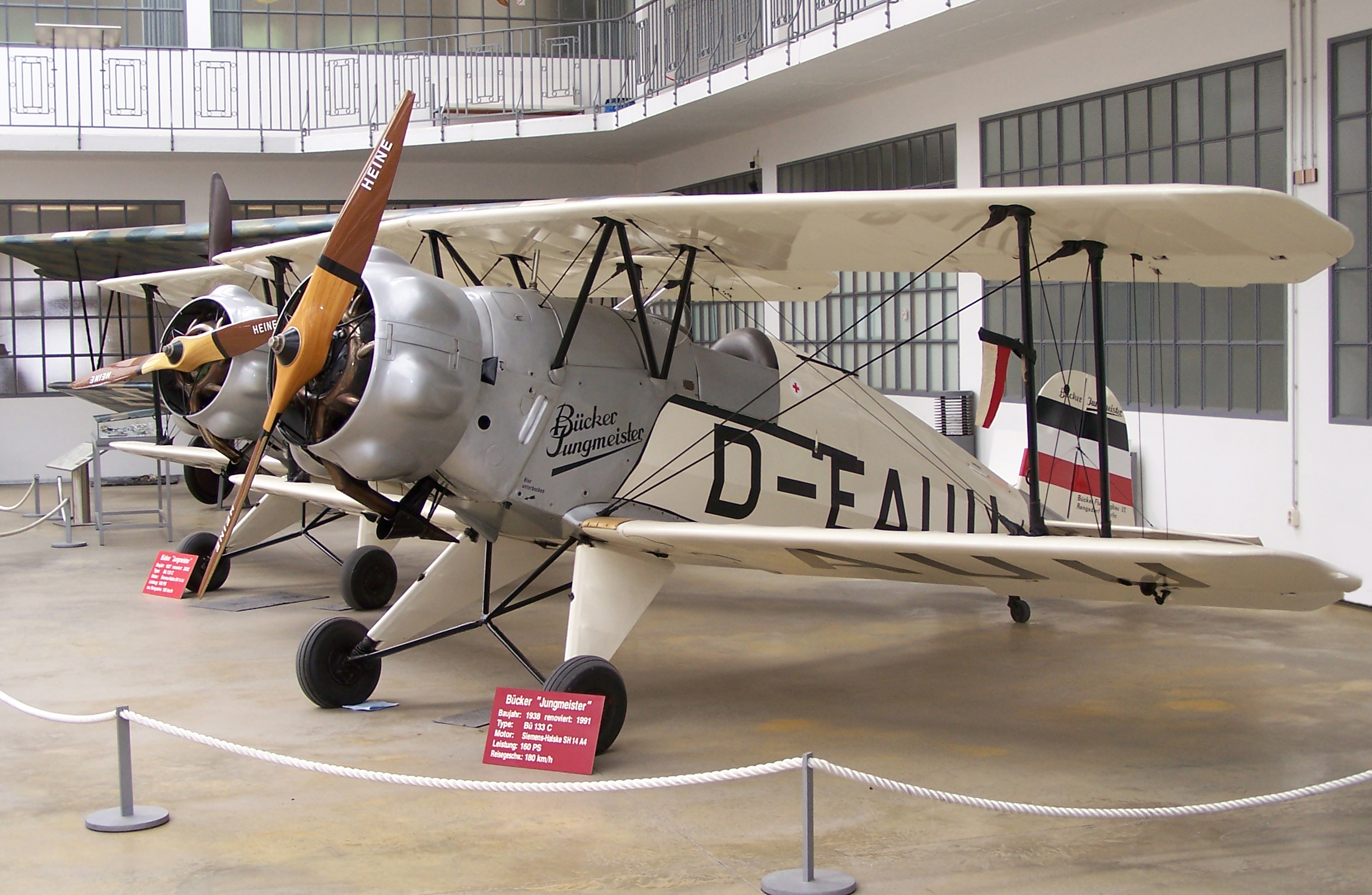
Bücker 133C Jungmeister

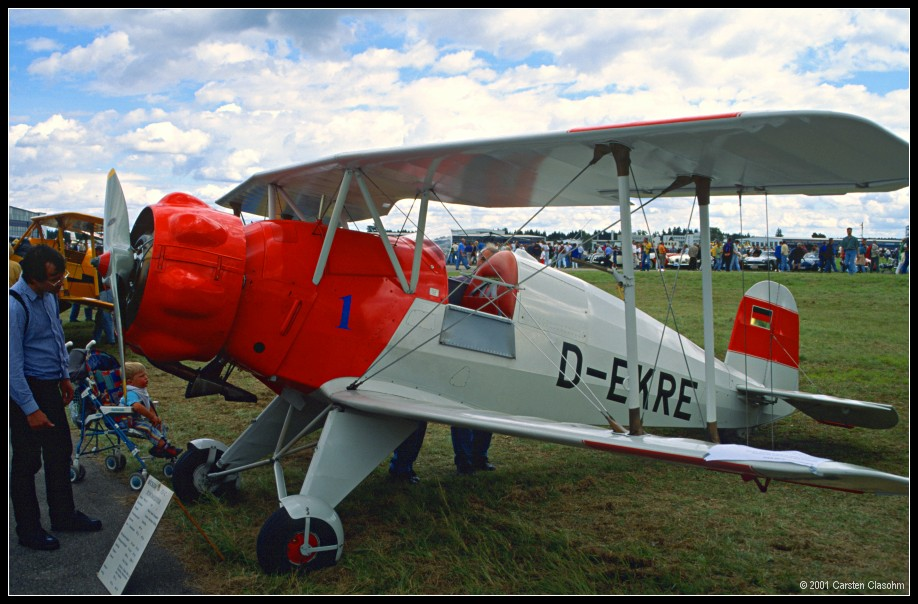
Bücker 133 C

## Débuts difficiles
Si l’on se fie aux diverses sources, on peut penser que le ministère de l'aviation du Reich (Reichsluftfahrtministerium, RLM) qui fut créé à peu près au même moment que la société Bücker, n’attendait que la création d’usines aéronautiques pour faire fabriquer secrètement des appareils destinés au réarmement (interdit par le Traité de Versailles) de la Luftwaffe. Des sociétés civiles nouvellement créées comme Bücker ou autres pouvaient à juste titre penser être accueillies à bras ouverts. Ce fut le cas pour d’autres constructeurs allemands, qui bénéficièrent en outre d’une aide considérable grâce à la prise en charge des coûts de développement de leurs appareils par le RLM.
Ce ne fut cependant pas le cas pour la société de Carl Bücker, bien qu'il s'efforçât visiblement de proposer ses avions au RLM. Une note du Technisches Amt (T.A.), l'Office technique des productions aéronautiques du RLM datée du 1er décembre 1933 donne très clairement les motifs du refus catégorique (voir traduction ci-dessous).
Bücker se résigna à se tourner uniquement vers le marché civil et international. À l’évidence, la suite des événements lui donna raison. Le Bü 131 Jungmann et peu après, son successeur, le Bü 133 Jungmeister connurent tous deux un succès mondial. Plusieurs pays s’intéressèrent aux droits de fabrication sous licence. Seule la Luftwaffe ne se montra pas intéressée. Dans le programme d’achat d’avions militaires du 31 mars 1934, le nom de Bücker n’apparaît même pas. Lors d’une réunion de développement présidée par von Richthofen (service LC II) en décembre 1934, les avions-écoles d’une puissance de 60 à 80 ch sont exclus, or c'est exactement ce type de moteur (le HM 60 R (en) b) qui équipait les Bü 131 A. Il est presque sûr que c’est cette décision qui a poussé Bücker peu après à modifier l'avion (modèles de série B) et à l’équiper du moteur HM 504 A de 105 ch. Le premier appareil de ce type immatriculé D-EJUF apparaît dans le carnet du pilote d’essai Josef Beier mais seulement le 1er février 1936. Il n’est pas étonnant non plus qu’un Bü 131 B (D-EJFI, no 269) apparaisse le 1er octobre 1936 dans un programme de développement avec la mention « remotorisé avec HM 504 » avec la date de la passation de la commande à l’industrie (7/36), celle de la réalisation et celle du début des essais en vol dans le centre de Rechlin, 8/36. L’appareil apparaît alors dans plusieurs carnets de vol de pilotes de Rechlin.
Dans le programme de développement suivant et celui qui s'ensuivit à dater du 1er avril 1937, le Bü 131 a de nouveau disparu. Par contre, on trouve les indications suivantes : que le Bü 133 équipé d’un moteur Siemens Sh 14 A (en), commandé en six exemplaires d’essai (V-1 à V-6), accompagné de la mention « développement propre de la société » : « appareil non commandé en série ». La Luftwaffe finit cependant par acheter tout d’abord des Bü 131 puis des Bü 133, sans doute sous l’influence du succès international des deux modèles. Bücker dut cependant céder ses appareils à un prix très désavantageux puisque le Jungmann ne rapportait que 12 000 Reichsmark (RM) et un Jungmeister 14 000 RM alors que Klemm encaissait 17 500 RM pour un Kl 35. Un Focke-Wulf Fw 44 coûtait autant et un Heinkel He 72 atteignait même 16 000 RM. Tous ces prix étaient cependant de loin supérieurs à celui d’un Klemm Kl 25 qui se vendait pour seulement 10 600 RM.

## Le succès de Bücker
Il est étonnant que vis-à-vis de ces difficultés, Bücker qui n’avait pas un carnet de commande bien rempli, réussit à mettre sur pied une nouvelle usine à Rangsdorf, l’emplacement du tout nouvel aérodrome de compétition Reichssportflughafen, d’y fabriquer ses deux modèles et même d’agrandir l'usine. Il profitait de commandes importantes émanant entre autres de Roumanie et de Hongrie ainsi que des Indes Néerlandaises et du Japon. La Suisse sélectionna en 1936 les deux modèles de Bücker après les avoir évalués face à des appareils concurrents, en acheta 6 exemplaires et acquit même les droits de fabrication sous licence. L’usine suisse de Dornier d’Altenrhein appelée Doflug, fabriqua 88 Bü 131 et 46 Bü 133 qui volèrent plus de trente ans avant d’être retirés du service
(quelques pilotes privés en font encore voler quelques-uns).
Entretemps, la qualité de ces appareils était mondialement reconnue. Le Jungmeister était l'un des meilleurs avions de voltige au monde et remporta de nombreux prix. Aux mains de pilotes comme Liesel Bach ou Graf Hagenburg ils remportaient victoire sur victoire et la société de Rangsdorf devint de plus en plus célèbre.
Bücker était aussi en avance sur son temps dans un autre domaine. Il fut le premier qui donna la possibilité à des femmes de devenir pilotes professionnelles. C’est ainsi qu’il engagea à Johannisthal une femme de 24 ans Luise Hoffmann (en) comme pilote d’essai, de convoyage et de démonstration ! Elle fut malheureusement victime d’un grave accident lors d’une présentation en vol qui l’avait menée en Grèce, en Turquie et en Bulgarie et mourut peu après le 27 novembre 1935. Deux autres femmes furent aussi embauchées après elle, Eva Schmidt et Beate Köstlin qui épousa son pilote instructeur et connut plus tard un immense succès commercial sous son nouveau nom de famille (Uhse). Elles remportèrent toutes deux de nombreuses victoires en compétition.

## L'Office des productions aéronautiques (TA) du RLM change peu à peu d’avis
Malgré le remplacement du colonel Wimmer par Ernst Udet qui avait été aussi promu au grade de colonel le 10 juin 1936, le TA ne montrait encore aucun signe de changement de politique. Au cours d’une réunion de programme du 20 janvier 1937 présidée par le commandant (Major) Werner Junck qui avait succédé à von Richthofen à la direction du service LC II et à laquelle participait également Roluf Lucht, devenu Oberstabsingenieur (ing. d'état-major), il fut constaté que pour les sociétés Weser Flugzeugbau (anciennement Rohrbach), Bücker, AGO Flugzeugwerke, Klemm et Fieseler, « aucune autre commande n’était ni en cours ni prévue car les tâches futures seraient désormais confiées aux autres sociétés de développement ». Il fut conseillé à ces sociétés de développer un « avion du peuple » (Volksflugzeug) équipé d’un moteur de 50 à 60 ch. Cette idée fut réalisée par Klemm (Kl 105), Siebel (Si 202) et Fieseler (Fi 253 (en)) mais aussi par Bücker qui produit le Bü 180 (en).
Cependant le Bücker Bü 131 restait dans la Luftwaffe tout au plus secondaire. Cela ressort du programme d’approvisionnement no 8 du 15 juillet 1937. Concrètement, au 31 mars 1937 la Luftwaffe possédait 363 Bü 131 et tout juste 14 Bü 133 face à 653 He 72 et même 1570 Fw 44 ! De ces derniers, Bücker avait construit sous licence 85 exemplaires au titre d’une commande du RLM. Il faut ajouter que ce sentiment de frustration fut augmenté par un accident qui se produit lorsqu’un Focke-Wulf Fw 44 Stieglitz de l’école de pilotage Reichsschule für Motorflug située à proximité roula par inadvertance sans équipage à bord dans un hangar de mise en vol le 21 mai 1939 et y mit le feu, détruisant ainsi entre 40 et 50 avions prêts à être livrés. Cette catastrophe retarda de deux mois les livraisons des Bü 131. Entre-temps, les unités semblaient avoir découvert les talents de l’avion et le RLM trouva une solution pour en augmenter la production. À la suite de l'annexion des Sudètes et de la création du protectorat de Bohême-Moravie, la société Aero de Prague était à la disposition du Reich. Elle reçut une commande pour fabriquer sous licence 200 Bü 131. Ces appareils furent tous livrés jusqu’en septembre 1941.
Les projets d’Anderson qui suivirent, le Bü 134 (en) de compétition construit en un seul exemplaire et le Bü 180 (en) Student sont vraisemblablement nés en réaction à l’idée d’un avion de peuple suggérée par LC II. Cependant, le Bü 134 avec son moteur HM 504 A de 105 ch sortait quelque peu du cadre. Le " corps des pilotes national-socialistes " (Nationalsozialistisches Fliegerkorps, FNSK), qui devait être le plus gros acheteur de ce type d’avion, ne s’est pas montré intéressé par le Student et ce dernier ne fut donc produit qu’en une petite série. Le fait que le Student battit quelques records du monde n’y changea rien. Quelques exemplaires furent vendus à l’exportation. Même Udet l’avait piloté avec plaisir en refaisant des points du programme d’essai. C’est sans doute ce vol qui poussa la Luftwaffe à prendre quelques Student bien que l’appareil ne rentrât pas dans la catégorie recherchée. Même le dernier appareil conçu par Anderson, le Bü 182 Kornett produit en seulement trois exemplaires ne suscita pas l’engouement du RLM bien qu’il matérialisât l’idée d’un avion économe mais qui possédait également des performances ambitieuses pour les élèves pilotes avancés.

## Sursaut et fin

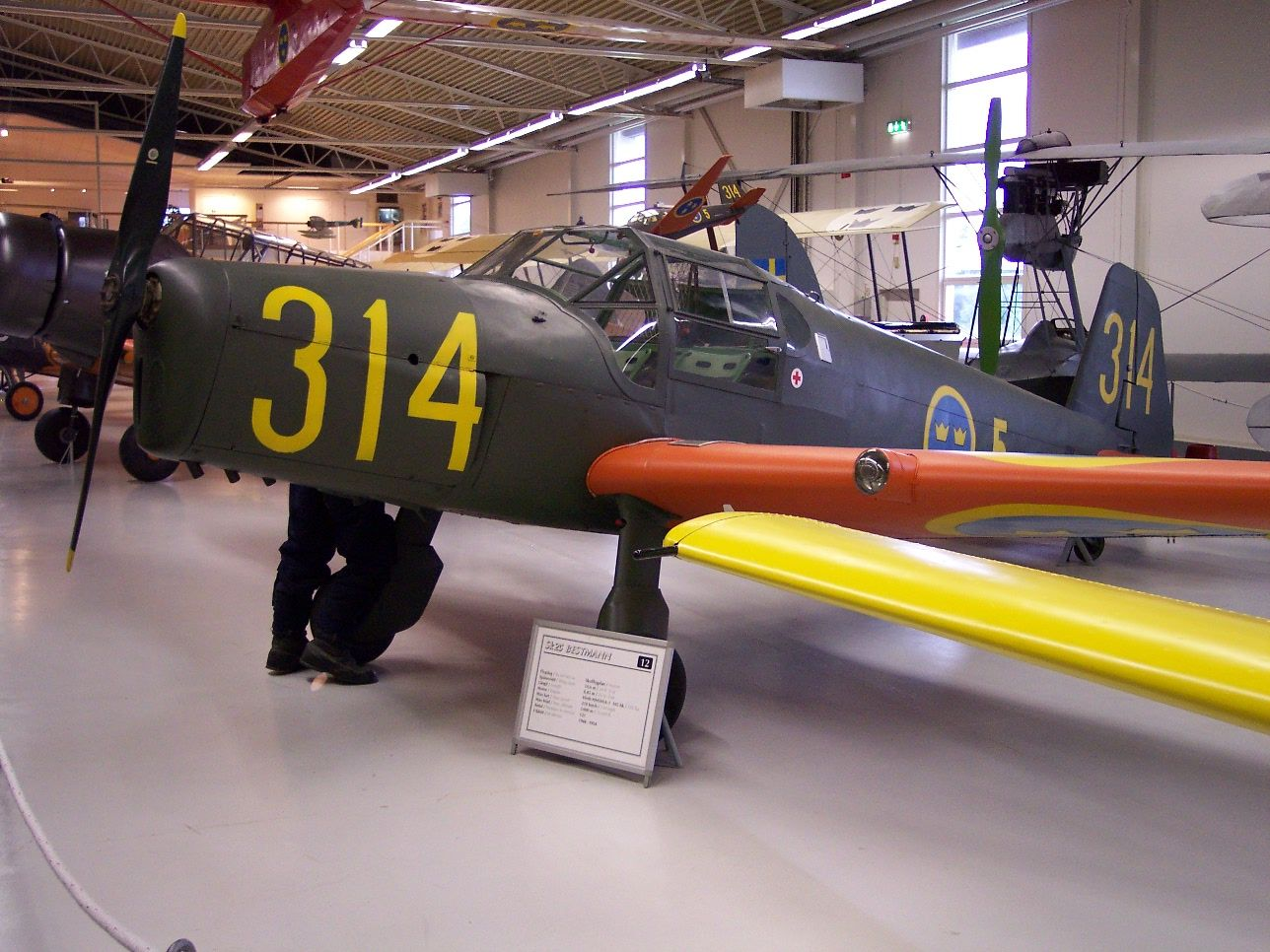
Bücker Bü 181B Bestmann (version suédoise "Sk 25")

Une opportunité commerciale se dessina fin 1937/début 1938 pour Bücker lorsqu’il apparut que les appareils d’écolage ab initio, dont il existait que 4 types différents, devaient être remplacés. La documentation est cependant incomplète en ce qui concerne ce point. On n’a trouvé aucune trace d’un éventuel appel d’offres du T.A. concernant un type d’avion-école de type unique. Il est également surprenant que, contrairement aux usages, il n’ait pas été fait appel à trois sociétés différentes pour présenter des projets. En plus de Bücker, Klemm travaillait dans la même direction mais sans directives du T.A. On ne peut donc dire, d’où émane l’idée de placer le pilote instructeur et l’élève côte à côte tel que ce fut le cas pour la 1re fois sur le Bü 181. Si le RLM ou le centre d’essais en vol de Rechlin l’avait exigé, cela serait apparu dans un appel d’offres - manifestement inexistant. Il est donc possible et même très vraisemblable que cette idée comme beaucoup d’autres soit due à Anderson qui l'avait déjà réalisée sur le Bü 134. Une chose est claire en tous cas, le développement du Bü 181 ne s’est pas fait sur la base d’une commande du RLM mais sur fonds propres, comme tous les avions précédents de Bücker, sur décision du directeur de la société qui en supportait ainsi tout le risque commercial. C’est pourquoi le T.A. a apposé la mention Eigene Entwicklung (développement propre) dans le programme série « 0 » du no 11 du 26 avril 1939 en regard du Bü 181. Cette mention n’aurait eu aucune raison d’être si le RLM avait émis une commande en conséquence.
Bücker et Anderson tentèrent leur chance et remportèrent le marché. Une série de critiques émises par Ernst Udet, devenu entre-temps Generalmajor (général de division) lors de son vol effectué le 3 mars 1939 sur l’appareil V-1 immatriculé D-EPDS furent rapidement réglées par l’application de modifications sur les appareils suivants. Ensuite, l’appareil passa avec succès les dures épreuves du programme d’essais en vol de Rechlin. En l'absence de concurrence, le T.A. dut prendre une décision et prendre le Bü 181 comme appareil de formation standard de la Luftwaffe. Fabriqué en grande série à l’aide de deux usines supplémentaires, il remplaça tous les avions-écoles précédents.
La capitulation de l’Allemagne nazie mit fin au succès de Bücker, succès qu’il avait remporté en dépit des oppositions venues de tous bords.
AUTRE DÉVELOPPEMENT DE BÜCKER pratiquement inconnu, un traineau propulsé par moteur à hélice adapté d’un système soviétique capturé sur le front de Est.

## L’après-guerre
Des années plus tard, C. C. Bücker essaya à nouveau avec la société Josef Bitz de Augsbourg de relancer une petite série de ses appareils Bü 131 Jungmann et Bü 133 Jungmeister toujours très prisés chez les amateurs mais sans succès. Une société polonaise tenta également de fabriquer des Bü 131 dans des hangars abandonnés par les troupes soviétiques après leur départ mais se heurta à l’hostilité des riverains car le quartier était entre-temps devenu très peuplé.

## Modèles
- Bücker Bü 131 Jungmann avion biplan d'entraînement
- Bücker Bü 133 Jungmeister avion biplan de voltige et d'entraînement avancé
- Bücker Bü 134 (prototype) avion d'entraînement
- Bücker Bü 180 Student avion d'entraînement
- Bücker Bü 181 Bestmann avion d'entraînement
- Bücker Bü 182 Kornett avion d'entraînement avancé

## Sources et références
(Traduction d'une note interne du RLM – voir le texte original dans Wikipédia en langue allemande sous l'article « Bücker Flugzeugbau »)
| LC III Nr.5989/33 SECRET d'État-major - 1er décembre 1933 Note à usage interne Objet : Bücker Flugzeugbau Fait à M. Bücker le 20 novembre la déclaration suivante au nom du directeur de l'office technique des productions aéronautiques (Technisches Amt, T.A.): 1. Le T.A. n'est pas intéressé par la société Bücker Flugzeugbau, que ce soit pour développer des avions d'un type nouveau ou pour fabriquer sous licence des avions existants. 2. Même si Bücker Flugzeugbau produisait un avion militaire utilisable, le T.A. ne pourrait lui en confier la fabrication en série mais serait obligé de faire fabriquer cet appareil sous licence par une société existante. J’ai fait remarquer qu’à partir de fin 1935, le RLM devrait consacrer son budget désormais en baisse pour attribuer des commandes destinées à soutenir l’industrie établie. Il n’est par conséquent pas possible de tenir compte, au vu des commandes en recul, d’une société envers laquelle existent des réserves bien connues (capital étranger sur le plan commercial, respect du secret, concentration non désirée de la production près de Johannisthal). 3. J’ai cependant laissé entendre à M. Bücker sans toutefois m’engager formellement, que je pourrais peut-être lui confier dans les mois à venir, deux avions à réparer, mais que rien n’était sûr. J’ai refusé de m’engager quant à la commande de réparation d’avions en grandes quantités pour éviter tout investissement, aussi modeste fût-il. 4. M. Bücker m’a répondu que dans ces conditions, il préférait essayer d'assurer la survie de sa société uniquement par le biais de commandes privées comme avec Fieseler et Gerner qui ont actuellement un pan de charge très positif. (signé) Le Directeur du Technisches Amt Ingénieur en Chef H I III 1 |